# Stadion Essen
Lo Stadion Essen è uno stadio di Essen. È il terreno di casa delle squadre di calcio maschile Rot-Weiss Essen e femminile SGS Essen e ha una capacità di 20 650 spettatori.

## Storia
Lo stadio è stato inaugurato ufficialmente il 12 agosto 2012, con una partita tra gli under 19 del Rot-Weiss Essen e del Borussia Dortmund finita 3-2. Successivamente il club femminile SGS Essen ha giocato contro l'1. FFC Francoforte.
L'ultima tribuna è stata terminata poco prima dell'inizio della stagione 2013/14. Per l'occasione, l'8 agosto si è svolta la partita di apertura tra Rot-Weiss Essen e Werder Brema (0-2) davanti a 11 513 spettatori.
Lo stadio ha avuto il tutto esaurito per la prima volta l'8 aprile 2014 per la semifinale della Coppa del Basso Reno tra Rot-Weiss Essen e MSV Duisburg.
Nel novembre 2021 il Rot-Weiss Essen ha acquistato i diritti sul nome dello stadio. Lo stadio è stato ribattezzato Stadion an der Hafenstraße nel gennaio 2022; il Georg-Melches-Stadion che sostituì portò lo stesso nome dal 1939 al 1964.